# Adularescence

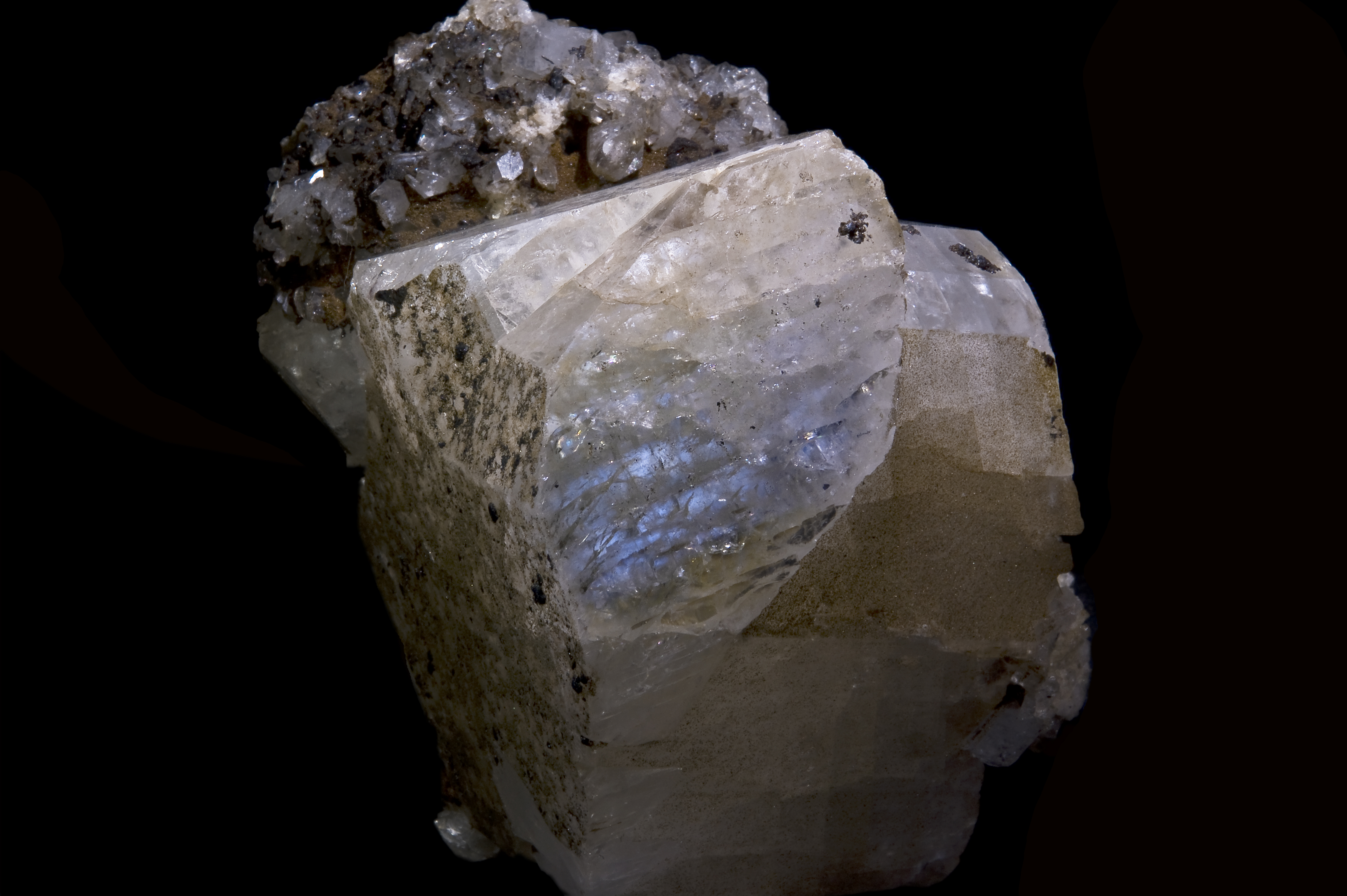
Adularescence de l'adulaire

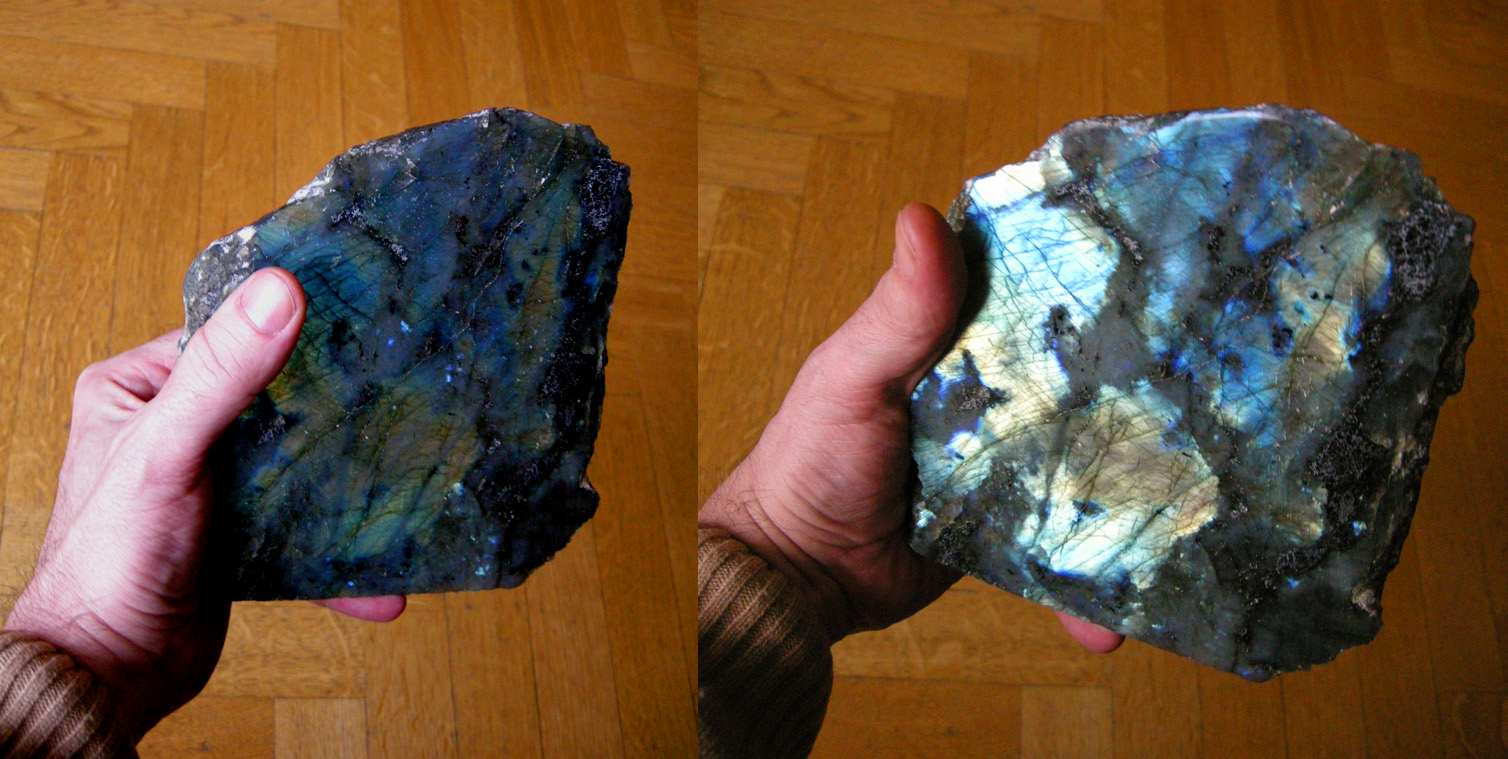
Adularescence d'un spécimen de labradorite.

L’adularescence ou effet Schiller est, en minéralogie et gemmologie, un miroitement sous la surface de la pierre, dû à l’interférence aux interfaces des couches internes (minces et alternées, définissant les différents types de feldspaths). L’effet est particulièrement net dans la pierre de lune (variété d'orthose), dans la pierre de soleil ou dans la labradorite (variété d'anorthite).